# Nyugati-Kárpátok
Erdélyi Kárpátok; Románia földrajzában Nyugati-Kárpátoknak (románul Carpații Occidentali) nevezik az Erdélyi-medencét délnyugatról határoló hegységvonulatot.
Megjegyzés: A „Nyugati-Kárpátok” kifejezést az Északnyugati-Kárpátok szinonimájaként is használják.
A Nyugati-Kárpátokat gyakran nem tartják a Kárpátokon belüli összetartozó egységnek. Az Erdélyi-középhegységet egyesek külön hegységcsoportként kezelik, a Ruszka-havast és a Bánsági-hegyvidéket pedig a Déli-Kárpátokhoz sorolják.

## Földrajz
A Nyugati-Kárpátok három fő csoportja az Erdélyi-középhegység, a Ruszka-havas és a Bánsági-hegyvidék. 
Erdélyi-középhegység vagy Erdélyi-szigethegység (Munții Apuseni)
A hegycsoport központi hegytömbje:
- Bihar-hegység (Munții Bihorului)
- Vigyázó-hegység vagy Kalota-havas (Masivul Vlădeasa)
- Gyalui-havasok (Munții Gilăului)
- Öreghavas (Muntele Mare)

A Sebes-Körös völgyétől északra két alacsony hegység: 
- Réz-hegység (Munții Plopișului, Muntele Ses)
- Meszes-hegység ( Munții Meseș)

A hegycsoport nyugati hegységei: 
- Király-erdő (Munții Pădurea Craiului)
- Béli-hegység (Munții Codru-Moma)
- Zarándi-hegység (Munții Zărand)

A hegycsoport déli hegységei: 
- Erdélyi-érchegység (Munții Metaliferi)
- Torockói-hegység (Munții Trascău)

Ruszka-havas (Munții Poiana Ruscă)
Bánsági-hegyvidék (Carpații Banatului)

- Krassó-Szörényi-érchegység
  - Szemenik-hegység (Munții Semenic)
  - Almás-hegység (Munții Almăjului)
  - Aninai-hegység (Munții Aninei)
  - Lokva-hegység (Munții Locvei)
  - Orsovai-hegység (Munții Cernei)